# Justo P. Luna
Justo P. Luna fue un abogado y magistrado argentino, que se desempeñó como interventor federal de la provincia de Jujuy entre 1917 y 1918.

## Carrera
Como magistrado, se desempeñó como presidente de la Cámara de Apelaciones de Rosario (provincia de Santa Fe).
En 1917, en un escenario de hostilidad entre los tres poderes de la provincia de Jujuy, el gobierno nacional de Hipólito Yrigoyen designó a Luna como interventor federal, reemplazando al gobernador conservador Mariano Valle.
En diciembre de ese año asumió el cargo e intervino los poderes ejecutivo y legislativo, dejando en comisión al judicial (que sería caducado en marzo de 1918). También reorganizó la provincia policial, designó a militares como interventores de los departamentos y conformó una nueva Junta Electoral. Convocó a elecciones provinciales, que se realizaron el 4 de marzo de 1918 y en las que triunfó el radical Horacio Carrillo, asumiendo al mes siguiente.